# Heterosentis
Heterosentis is een geslacht van haakwormen, ongewervelde en parasitaire wormen die meestal 1 tot 2 cm lang worden uit de familie van de Arhythmacanthidae. De wetenschappelijke naam van het geslacht werd voor het eerst geldig gepubliceerd in 1931 door Van Cleave.

## Soorten
- Heterosentis brasiliensis Vieira, Felizardo & Luque, 2009
- Heterosentis fusiformis (Yamaguti, 1935)
  - = Arhythmacanthus fusiformis Yamaguti, 1935
- Heterosentis heteracanthus (Linstow, 1896)
  - = Echinorhynchus heteracanthus Linstow, 1896
- Heterosentis hirsutus Pichelin & Cribb, 1999
- Heterosentis holospinus Amin, Heckman & Ha, 2011
- Heterosentis martini Lanfranchi & Timi, 2011
- Heterosentis mongcai Amin, Heckmann & Ha, 2014
- Heterosentis overstreeti (Schmidt & Paperna, 1978)
  - = Arhythmacanthus overstreeti Schmidt & Paperna, 1978
- Heterosentis paraholospinus Amin, Heckmann & Ha, 2018
- Heterosentis paraplagusiarum (Nickol, 1972)
  - = Arhythmacanthus paraplagusiarum Nickol, 1972
- Heterosentis plotosi Yamaguti, 1935
  - = Arhythmacanthus plotosi (Yamaguti, 1935)
- Heterosentis septacanthus (Sita in Golvan, 1969)
  - = Arhythmacanthus septacanthus Sita in Golvan, 1969
- Heterosentis thapari (Gupta & Fatma, 1979)
  - = Arhythmacanthus thapari Gupta & Fatma, 1979
- Heterosentis zdzitowieckii (Kumar, 1992)
  - = Arhythmacanthus zdzitowieckii Kumar, 1992

### Synoniemen
- Heterosentis cabelleroi Gupta & Fatma, 1983 => Paracanthocephaloides cabelleroi (Gupta & Fatma, 1983)
- Heterosentis magellanicus => Hypoechinorhynchus magellanicus Szidat, 1950